# Каринтия и Крайна (область гражданского управления)

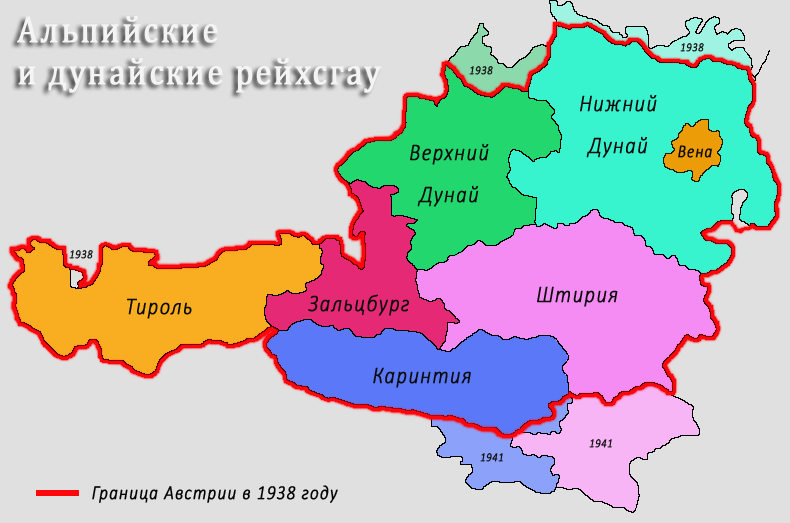
Альпийские и дунайские рейхсгау в 1941 году: территория Каринтии и Крайны, состоящая из двух частей, показана светло-синим цветом

Область гражданского управления Каринтия и Крайна (нем. CdZ-Gebiet Kärnten und Krain) — югославская территория, находящаяся в период с 1941 по 1945 годы под управлением немецкой гражданской администрации и предназначенная для последующей германизации и присоединения к территории нацистской Германии. Административным центром сначала являлся город Фелдес (Блед), а с 15 ноября 1941 центр был перенесён в Клагенфурт, расположенный в рейхсгау Каринтия.

## История
После оккупации Югославии в ходе югославской операции 14 апреля 1941 года северо-западные словенские территории Корушка («Словенская Каринтия») и Крайна были переданы под немецкое гражданское управление в подчинение рейхсгау Каринтия, созданному на территории Австрии. После полной германизации планировалось включение Каринтии и Крайны в состав Германской империи в виде части рейхсгау Каринтия. Уже с июня 1941 года в регионе была введена рейхсмарка.
После окончания войны территория снова вернулась в состав Югославии. Сегодня эти земли входят в состав Словении.

## Административное деление
С 1 августа 1941 года в регионе вводятся три района (нем. Landkreise), образующие регион «Верхняя Крайна» (нем. Oberkrain):
- район Радманнсдорф (Радовлица)
- район Крайнбург (Крань)
- район Штайн (Камник)

Небольшой эксклав с несколькими поселениями (Корушка) управляется непосредственно из рейхсгау Каринтия.